# 朝陽祠
朝陽祠，臺灣澎湖馬公市的祠廟，主祀洪先生公，或稱洪真君，由於祠廟鄰近清末興建澎湖廳城的朝陽門（東門），故名「朝陽祠」。

## 沿革
據傳朝陽祠主祀的「洪先生公」乃清代兵勇，本名洪鑑堂，因略通醫理時常替民眾免費治病，洪氏過世之後，媽宮居民為表感念洪氏恩德，即在洪鑑堂住處附近搭建祠廟，又因鄰近朝陽門牆角，時人遂以「朝陽祠」稱之。
朝陽祠建立確切時間不詳，一般推估為光緒15年（1889年）之後；另外根據澎湖鄉紳吳克文之訪談，相傳乙未戰爭爆發之際，日軍發動澎湖之役，1895年3月登陸澎湖本島，洪鑑堂當時藏匿於自宅中，不慎被入城的日軍發現蹤跡而遭砍殺身亡，若此一說法屬實，則朝陽祠建立時間應在清日政權交替的1895年或1896年之間。
昭和12年（1937年），朝陽門遭風災傾毀，朝陽祠也遭受牽連；媽宮居民翁寬裕、朱再二人遂將「洪先生公」的牌位移祀於松島公園（今篤行十村旁的中山堂附近）。同年十月，澎湖廳政府推動填海造港等都市計劃，陸續拆除媽宮城各處城牆，東門朝陽門亦於昭和13年（1938年）拆除，令原本簡陋的朝陽祠更顯破敗，之後翁寬裕另塑「洪先生公像」，重新迎奉回新修的朝陽祠內。
1950年代馬公市行政區重劃，朝陽祠所在的民權路因道路拓寬，只得二度喬遷；今朝陽祠已移置於民權路上二樓民房之內，樓下承租予店家。
朝陽祠信眾多來自周遭住民，「洪先生公」也成為單一地方專祀意味濃厚的神祇，意即凡出祭祀圈之外，便無有祭拜「洪先生公」之習俗。

### 軼聞
據聞昭和12年（1937年）移祀之際，翁寬裕等因另作新的「先生公像」神像，原本欲將舊像毀棄，媽宮北甲的謝姓居民卻將舊的神像安請回去，便在媽祖館（清代班兵會館之一，位於今銅山武聖殿）的照牆外另搭建木頭小屋奉祀，吸引不少信徒參拜，信徒之中又另雕塑「洪先生媽像」，同奉於木屋之內。
此媽祖館外的小木屋在1940年代被日本政府拆除，洪先生公、先生媽兩尊神像只得一度暫祀於北甲北辰宮中；1945年國民政府接收台灣後，舊洪先生公、先生媽像迎奉回朝陽祠內，未久卻雙雙遭竊，不知所終。

## 圖輯

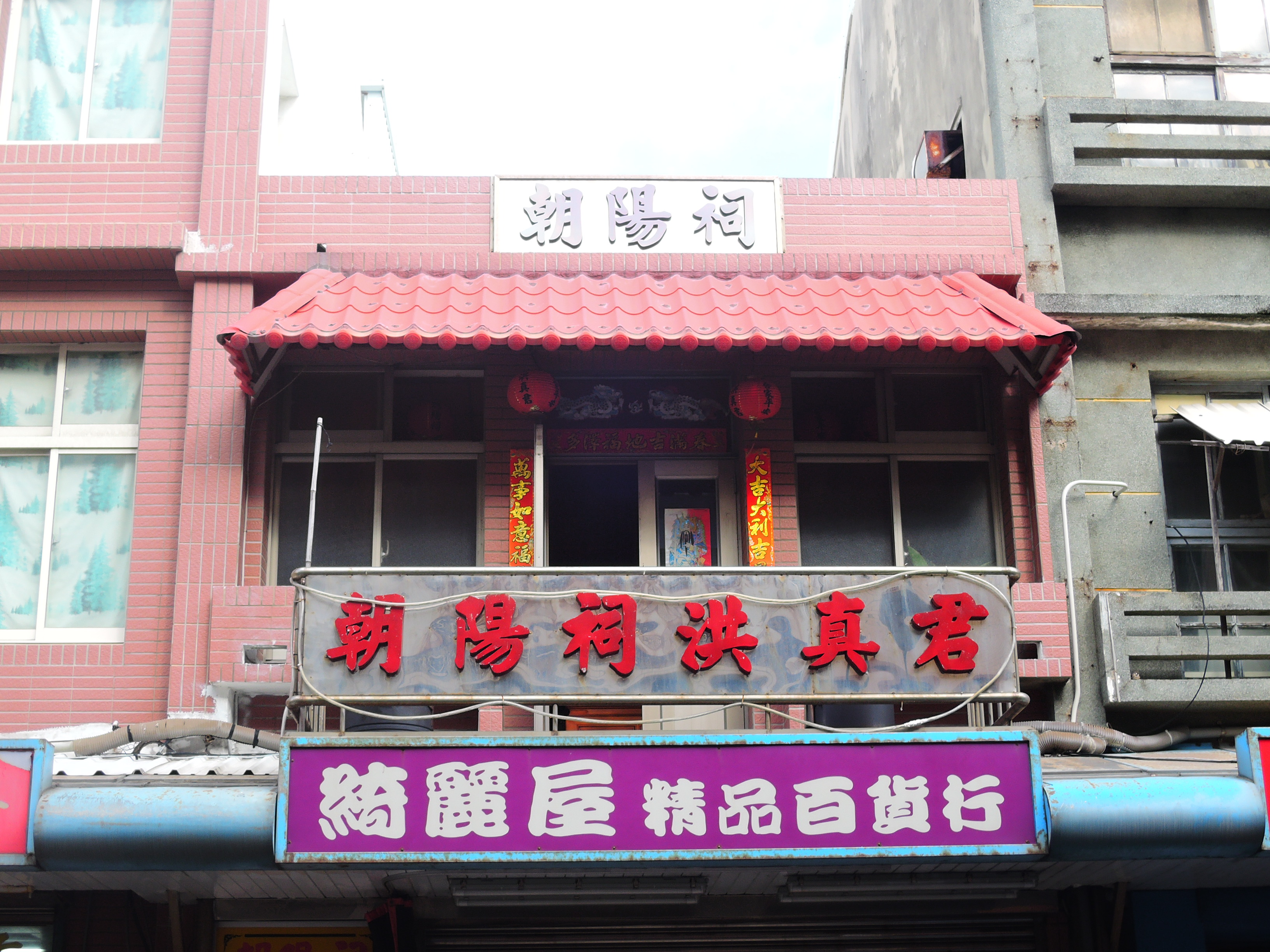
二樓外觀
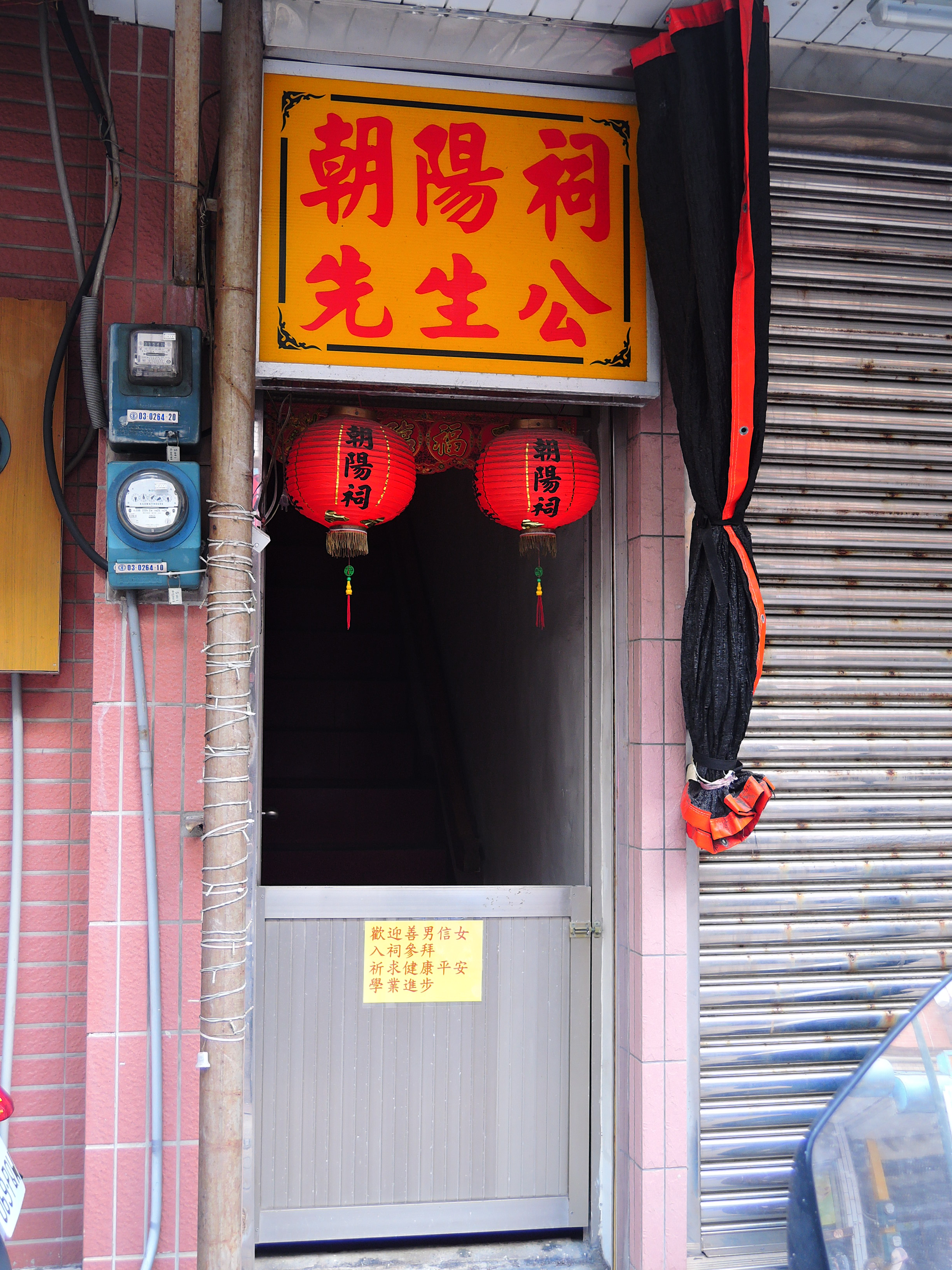
一樓入口
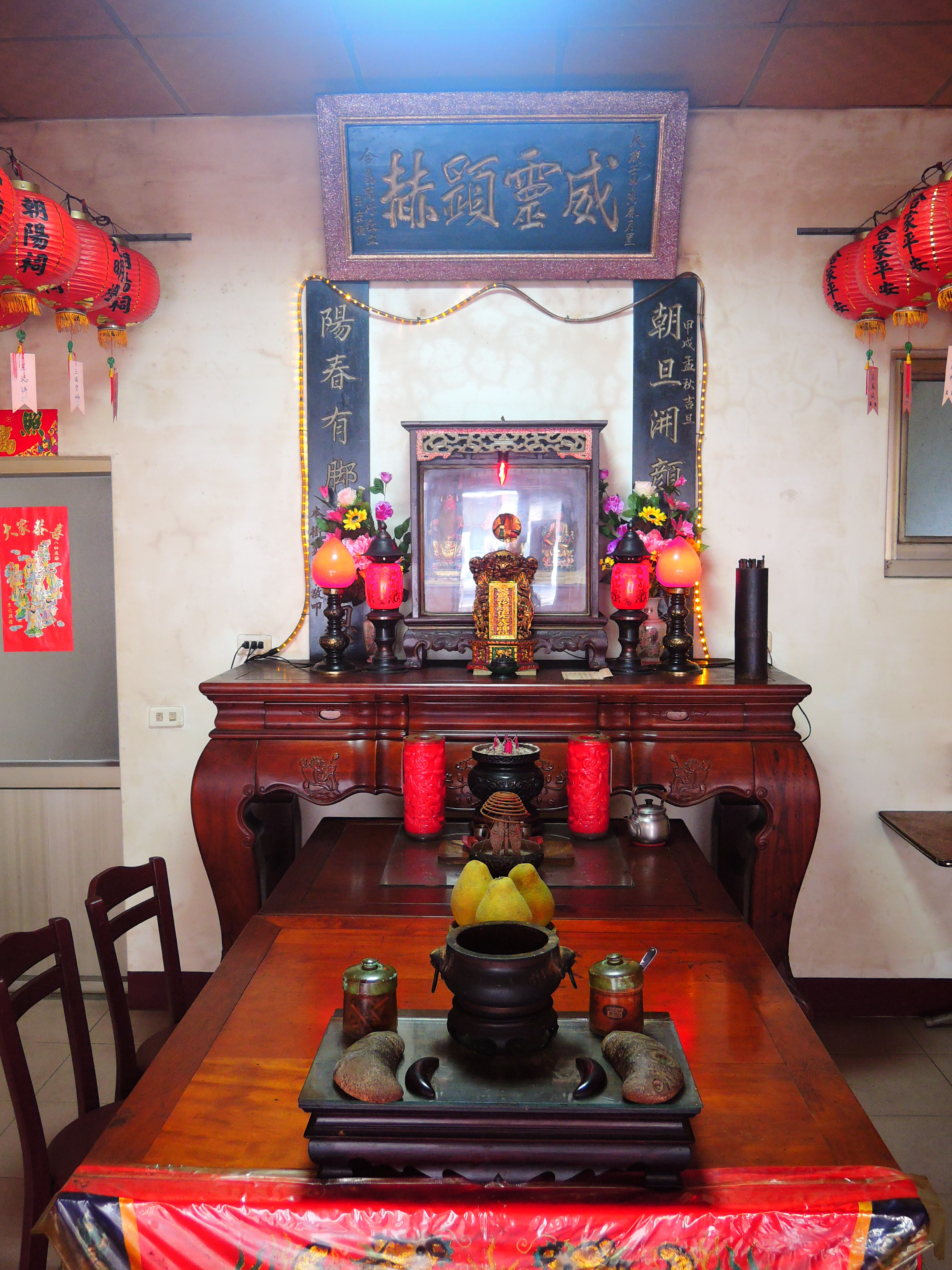
神龕、香爐
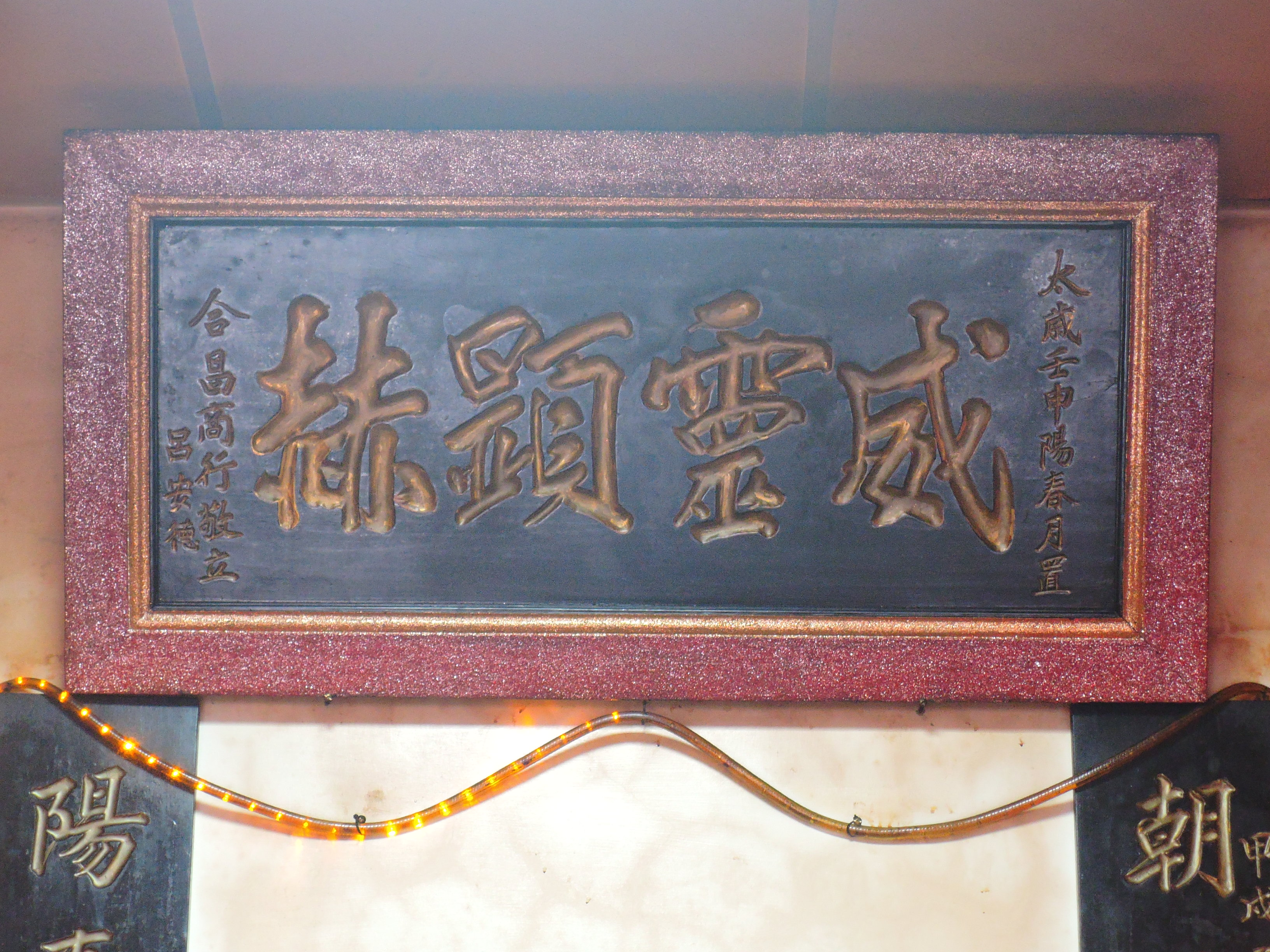
威靈顯赫匾，合昌商行呂安德敬立
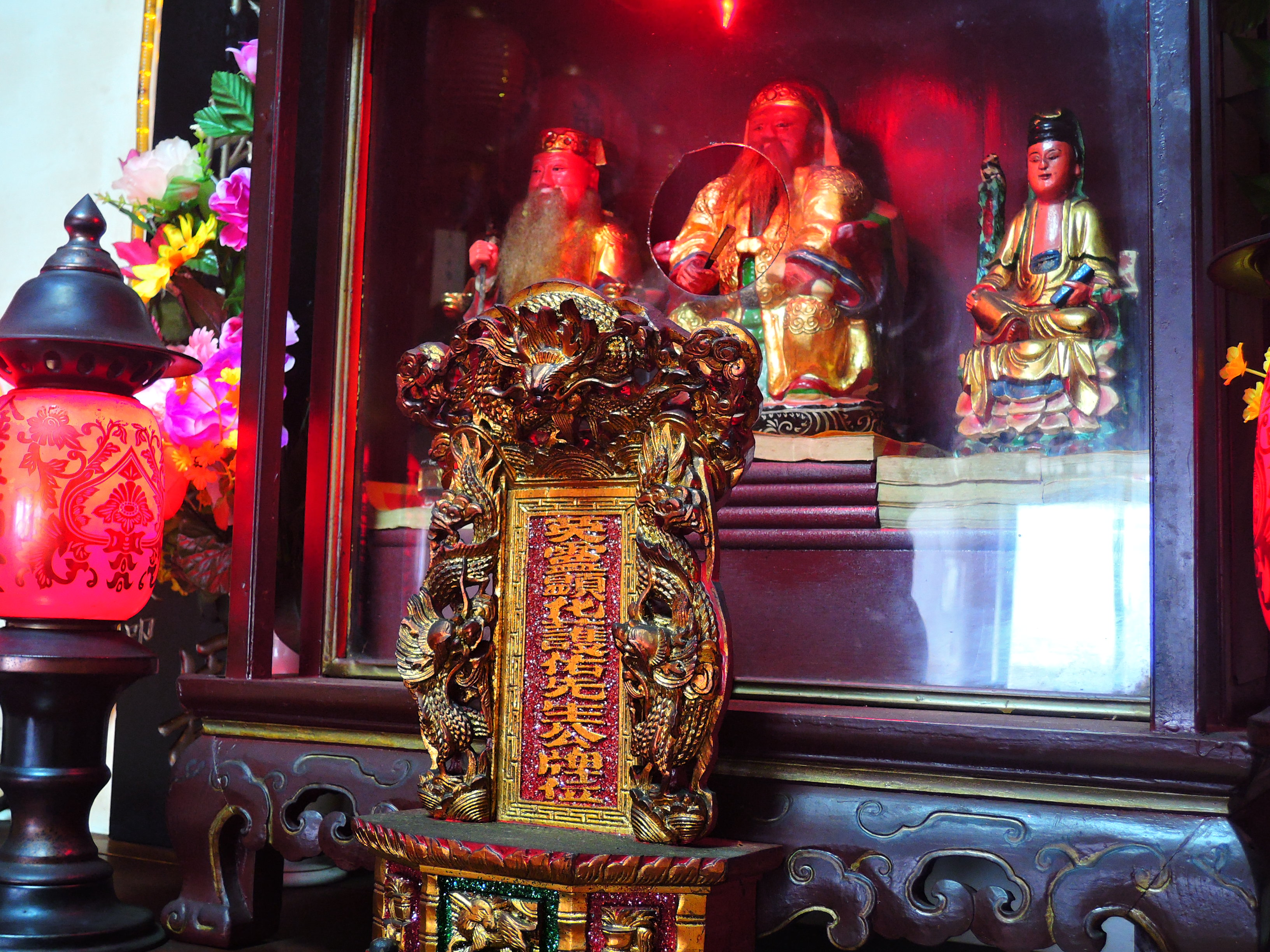
主祀洪先生公，副祀觀音菩薩與福德正神
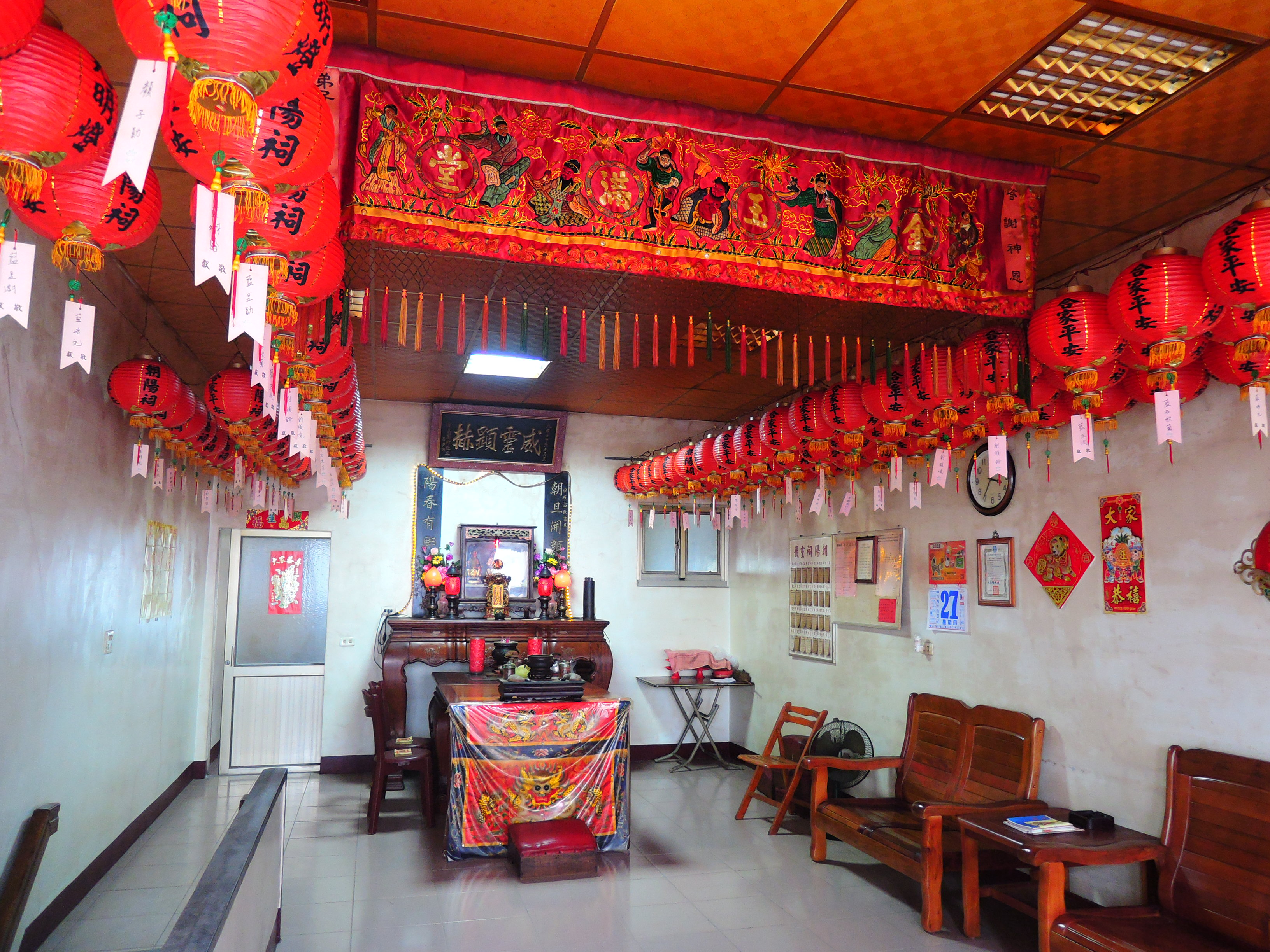
神明廳內
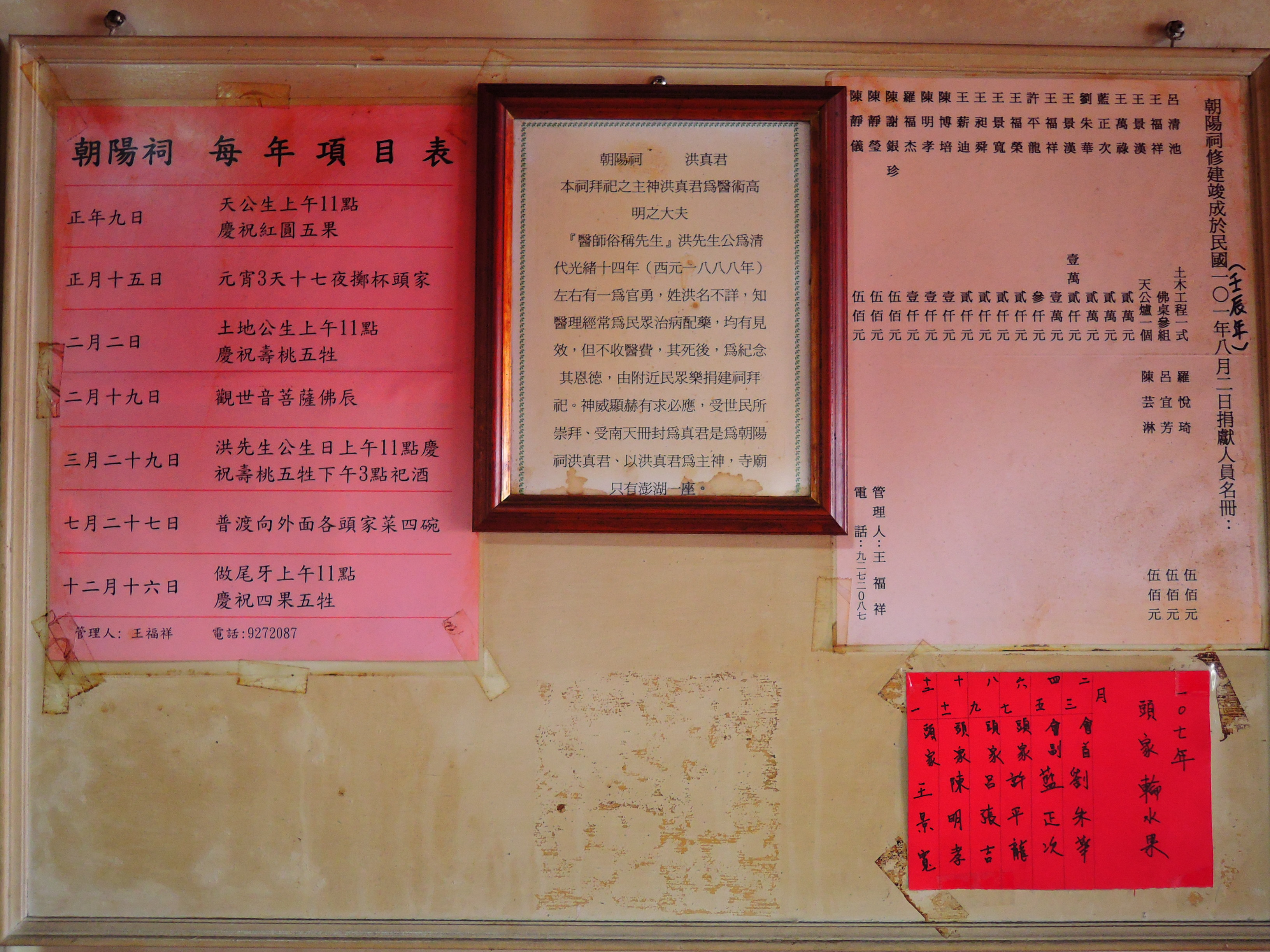
沿革與例祭